# Échelle de douleur et d'inconfort du nouveau-né
 (décembre 2021).
Si vous disposez d'ouvrages ou d'articles de référence ou si vous connaissez des sites web de qualité traitant du thème abordé ici, merci de compléter l'article en donnant les références utiles à sa vérifiabilité et en les liant à la section « Notes et références ».
L'échelle de douleur et d'inconfort du nouveau-né et du nourrisson (EDIN) est une méthode utilisée pour quantifier la douleur chez les petits enfants.

## Principe
L'échelle comporte cinq items, quotés chacun de 0 à 3 : 0 pour une absence de douleur et 3 pour une douleur d'intensité maximale. Les items sont l'expression du visage, le comportement corporel, le sommeil, la relation avec les autres, et le besoin de réconfort.

### Visage
- 0 : visage détendu ;
- 1 : grimaces passagères : froncements de sourcils, lèvres pincées, plissement du menton, tremblements du menton ;
- 2 : grimaces fréquentes, marquées ou prolongées ;
- 3 : crispation permanente ou visage prostré, figé, ou visage violacé.

### Corps
- 0 : détendu ;
- 1 : agitation transitoire, assez souvent calme ;
- 2 : agitation fréquente mais retour au calme possible ;
- 3 : agitation permanente : crispation des extrémités et raideur des membres, ou motricité très pauvre et limitée avec corps figé.

### Sommeil
- 0 : s'endort facilement ;
- 1 : s'endort difficilement ;
- 2 : se réveille spontanément et fréquemment en dehors des soins, sommeil agité ;
- 3 : pas de sommeil.

### Relations
- enfant de moins de deux ans ou ne parlant pas :
  - 0 : sourire aux anges, sourire réponse, attentif à l'écoute,
  - 1 : appréhension passagère au moment du contact,
  - 2 : contact difficile, cri à la moindre stimulation,
  - 3 : refuse le contact, aucune relation possible, hurlements ou gémissements à la moindre stimulation ;
- enfant de plus de deux ans ou pouvant parler :
  - 0 : l'enfant parle sans se plaindre (fait une remarque positive, parle d'autre chose),
  - 1 : l'enfant ne parle pas, ou se plaint mais pas de douleur (« j'ai soif », « je veux voir maman »),
  - 2 : l'enfant se plaint de douleur et d'autre chose (« j'ai mal », « je veux maman »),
  - 3 : idem < 2 ans.

### Réconfort
- 0 : n'a pas besoin de réconfort ;
- 1 : se calme rapidement lors de caresses, au son de la voix ou à la succion ;
- 2 : se calme difficilement ;
- 3 : inconsolable, succion désespérée.